# 小行星4895
小行星4895（4895 Embla）是一颗绕太阳运转的小行星，为主小行星带小行星。该小行星于1986年10月13日发现。
該小行星以北歐神話中最初的女人恩布拉命名。

## 轨道参数
小行星4895的轨道半长轴为2.3558274 UA，离心率为0.237。